# Granvik, Lidköpings kommun
Granvik är en småort i Lidköpings kommun, belägen på Kållandsö i Otterstads socken. I Granvik ligger fritidsbåthamnen Hörvikens Marina, i folkmun "Marina", med gästhamnsservice och café.